# Ogród perski
Ogród perski – typ ogrodu, wywodzący się z Persji, rozprzestrzeniony później także na świat arabski aż po Andaluzję, a także w północnych Indiach. Tradycja budowy ogrodów w Persji sięga głębokiej starożytności, ogrody te stały się jednak szczególnie popularne począwszy od czasów Achemenidów i Sasanidów.
W ogrodzie perskim obecny jest centralny zbiornik wodny (często sadzawka lustrzana przy głównym pawilonie ogrodu), od którego promieniście rozchodzą się cztery kanały wodne. Układ ten nawiązuje do czterech rzek, jakie według tradycji Bliskiego Wschodu miałyby opływać świat (motyw ten obecny jest m.in. w biblijnym opisie Edenu). Perskie ogrody są też zwykle zamknięte i otoczone murem, tradycyjnie chroniącym bujną roślinność przed wpływem pustyni.

## Ogrody perskie na liście UNESCO
Niektóre ogrody perskie w Iranie zostały wpisane na listę światowego dziedzictwa UNESCO jako wspólny obiekt dziedzictwa kulturowego. Zaliczają się do nich Bagh-e Fin, Bagh-e Eram, starożytny ogród w Pasargadach, Bagh-e Abas Abad, Bagh-e Szahzade, ogród pałacu Czterdziestu Kolumn, Bagh-e Dolat Abad, Bagh-e Pahlewanpur i Bagh-e Akbarije.
Osobnymi wpisami objęte są także: Ogrody Szalimar w Pakistanie, ogrody kompleksu Tadź Mahalu i Grobowca Humajuna w Indiach, ogród pałacu Golestan w Iranie oraz Generalife w Hiszpanii.